# Martinsellus
Martinsellus is een kevergeslacht uit de familie van de boktorren (Cerambycidae). De wetenschappelijke naam van het geslacht werd voor het eerst geldig gepubliceerd in 1985 door Hüdepohl.

## Soorten
Martinsellus is monotypisch en omvat slechts de volgende soort:
- Martinsellus signatus (Gyllenhal, 1817)